# 小花紫堇
小花紫堇（学名：Corydalis minutiflora），为罂粟科紫堇属下的一个植物种。其种加词“Minutiflora ”意为“花很小的”。